# Bambusa duriuscula
Bambusa duriuscula är en gräsart som beskrevs av Wan Tao Lin. Bambusa duriuscula ingår i släktet Bambusa och familjen gräs. Inga underarter finns listade i Catalogue of Life.